# Warhammer 40,000: Fire Warrior
Warhammer 40,000: Fire Warrior (рус. Боевой молот 40,000: Огненный воин) — компьютерная игра в жанре шутера от первого лица, разработанная студией Kuju Entertainment на основе настольного варгейма Warhammer 40,000 компании Games Workshop. Издана 29 сентября 2003 года компанией THQ, в России издателем игры стал Руссобит-М.

## Игровой процесс
Игра является шутером от первого лица, в котором игрок в роли Шас’Ла`Каиса (Кейса), — Огненного Воина империи Тау, знакомого по кампании Dark Crusade, — спасает лидера своего народа и сражается с Империумом Человечества, а после и с силами Хаоса.
В игре есть многопользовательский режим, в котором присутствуют следующие режимы: deathmatch, командный deathmatch и захват флага. Всего игрок может сыграть на 8 картах.

## Сюжет
Действие игры разворачивается в течение 24 часов. Игрок управляет Кейсом, Огненным Воином.
В первой части игры он получает задание освободить эфирного Ко’Ваша из рук губернатора Северуса. Герою удаётся проникнуть в крепостную тюрьму на измененной планете Долумар IV и освободить его. Крейсер, на который отвозят освобожденного эмиссара Тау, атакован имперским судном, в то время как враги проникают на корабль, пытаются убить капитана корабля и разрушить двигатели. Кейс прекращает вторжение, уничтожив абордажные баржи, и производит зачистку корабля от имперцев.
После спасения жизни капитана (секретное задание: капитан может умереть без вреда для сюжета), Кейс (ставший Шас’уи), как и многие другие воины Касты Огня, с помощью абордажной капсулы оказывается на судне противника. Там им удаётся отключить орудия корабля и разрушить двигатели, но при попытке пленить капитана корабля, адмирала Константина на его мостике, Кейс теряет сознание от удара капитана 3-й роты ордена Ультрамаринов Ардиаса, который приказывает не убивать пленника.
Ардиас предлагает перемирие между Империумом и Тау, и сообщает о том, что Северус был совращён силами Хаоса. В это время отряд легиона Несущих Слово (Космодесант Хаоса находится под контролем Северуса) телепортируется на корабль. Они похищают Ко’Ваша и адмирала, и захватывают контроль над орудиями корабля, пытаясь нарушить установленное перемирие между Тау и Империумом. Но их останавливает Кейс, уничтоживший пушки. Ардиас тем временем запускает механизм самоуничтожения корабля, и Кейс катапультируется с корабля на планету, как и многие другие выжившие.
Приземлившись у руин имперского города, герой объединяется вместе с другими Тау, и уничтожает имперского Титана, гигантскую боевую машину, предназначенную для защиты колыбели Хаоса. После этого Кейсу удаётся проникнуть в крепость Северуса, и убить его вместе с Повелителем Перемен Тарх’аксом — высшим демоном Тзинча. Игра заканчивается тем, что Ардиас приказывает уничтожить планету, дабы избежать распространения Хаоса.

### Персонажи
- Шас’Ла`Каис (Кейс) — протагонист игры. В игре разворачиваются события первого дня его службы в рядах армии Тау. В последней главе получает ранг Шас’О.
- Мейлох Северус — губернатор имперской планеты Долумар IV. Считает себя союзником Повелителя Перемен Тарх’акса, высшего демона Тзинча, одного из четырёх богов Хаоса, и вызывает еретических космодесантников легиона Несущих Слово на имперский боевой корабль. Они уничтожают корабль, а Мейлох укрывается в крепости на планете. Космические десантники Хаоса под его руководством стремятся захватить Имперский Титан, но Кейс уничтожает его. После смерти Северуса, в его труп вселился Тарх’акс.
- Константин — адмирал Имперского Флота, атаковавший Тау при их попытке вернуть Ко’Ваша. Его абордажная команда была уничтожена, и Тау удаётся заставить его капитулировать. Позже его захватывают в плен губернатор Северус и Несущие Слово. Он успевает дать Кейсу финальное предупреждение, перед тем как превращается в отродье Хаоса.
- Эль’Луша — командир Кейса. В первую половину игры он является его инструктором.
- Аун’эль Ко’Ваш — представитель касты Эфирных, его освобождение с планеты Долумар IV является первой миссией главного героя. Позже Северус убивает его в конце игры (опять же на Долумаре IV)
- Ардиас — капитан 3-й роты ордена Ультрамаринов, даёт указания Кейсу во второй половине игры. Он спасает жизнь адмирала, когда Кейс штурмует капитанский мостик. Позже он вместе с Кейсом сражается с угрозой Хаоса. Телепортируется с планеты, приказывая начать её экстерминатус.

### Актёры озвучивания
- Рассказчик — Том Бейкер
- Луша — Барт Квоук
- Губернатор Северус — Син Пертви
- Адмирал Константин — Брайан Блессид
- Капитан Ардиас — Питер Серафинович
- Ко’Ваш — Дэвид Ип

## Новеллизация
В октябре 2003 года издательство Black Library выпустило книгу на основе игры под тем же названием, автор Саймон Спуриэр. Книга более детально раскрывает сюжет игры, особенно в отношении культуры Тау.

## Рецензии
| Сводный рейтинг | Сводный рейтинг | Сводный рейтинг |
| Издание         | Оценка          | Оценка          |
| Издание         | PC              | PS2             |
| --------------- | --------------- | --------------- |
| GameRankings    | 53,50 %         | 68,22 %         |

### Зарубежная игровая журналистика
Версия Fire Warrior для PC получила средние обзоры от большей части игровой прессы, заработав 6,0 на сайтах IGN и Gamespot, и 5,5 на GameStats. Однако IGN дал версии для PS2 оценку 8,1, а Play Magazine оценил её на B-. Версия для PS2 получила более высокие оценки от критиков и игроков, заработав 7,1 балла на Gamestats.

### Российская игровая пресса
Крупнейший российский портал игр Absolute Games поставил игре 20 %. Обозреватель отметил плохую графику, наличие большого количества багов и неинтересный игровой процесс. Вердикт: «Абсолютная пустышка, страшная, как смертный грех. Какую составляющую ни возьми, проект оказывается феноменально неудачным. Особо не рекомендуется фанатам Warhammer 40.000».
«Игромания» поставила игре 3,0 балла из 10, сделав следующее заключение: «THQ преподносила эту игру как безоговорочный хит, первооткрывательницу Warhammer на PC (хотя это и не первый проект по этой вселенной), но общественность лишь скептически поджимала губы. Как выяснилось, не зря».
«Страна Игр» поставила игре 7,0 из 10 баллов.